# 萨尔特河畔舍米雷
萨尔特河畔舍米雷（法語：Chemiré-sur-Sarthe，法語發音：[ʃəmiʁe syʁ saʁt] ⓘ）是法国曼恩-卢瓦尔省的一个市镇，原属瑟格雷区。2016年，萨尔特河畔舍米雷与市镇莫拉讷合并为新市镇萨尔特河畔莫拉讷，新市镇属于昂热区。次年，萨尔特河畔莫拉讷与多姆赖为新市镇萨尔特河畔莫拉讷-多姆赖。

## 地理
萨尔特河畔舍米雷（47°45'4"N, 0°25'56"W）面积6.62 平方千米，位于法国卢瓦尔河地区大区曼恩-卢瓦尔省，该省份为法国西部内陆省份，大致对应安茹地区，北起顺时针与马耶讷省、萨尔特省、安德尔-卢瓦尔省、维埃纳省、德塞夫勒省、旺代省、大西洋卢瓦尔省和伊勒-维莱讷省接壤。
与萨尔特河畔舍米雷接壤的市镇（或旧市镇、城区）包括：孔蒂涅、米雷、萨尔特河畔莫拉讷、圣但尼当茹。

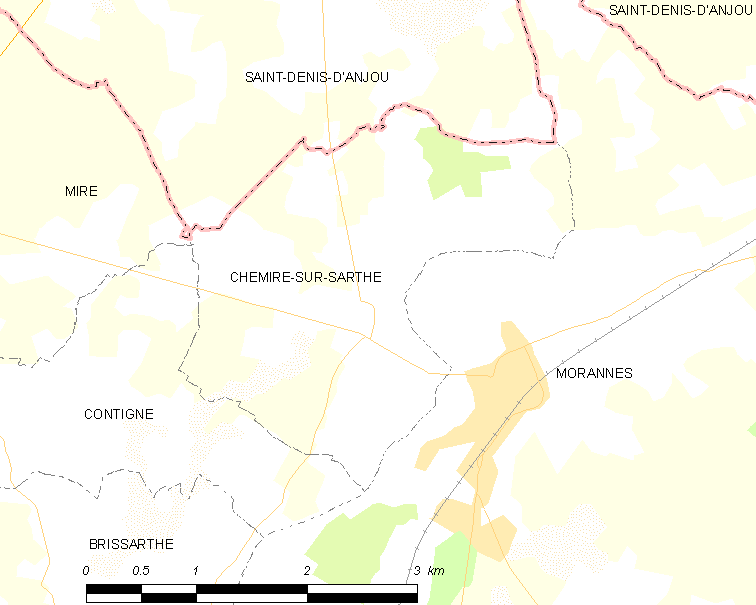
萨尔特河畔舍米雷的OSM定位图

萨尔特河畔舍米雷的时区为UTC+01:00、UTC+02:00（夏令时）。

## 行政
萨尔特河畔舍米雷的邮政编码为49640，INSEE市镇编码为49093。

## 政治
萨尔特河畔舍米雷所属的省级选区为蒂耶尔塞县。

## 人口

1962-2008年间萨尔特河畔舍米雷人口变化图示

萨尔特河畔舍米雷于2018年1月1日时的人口数量为238人。